# Натієв Зураб Георгійович
Зура́б Георгійович Наті́єв  (у деяких джерелах Григорьєвич) (20 серпня 1869 — 30 липня 1937) — військовий діяч Російської імперії, грузин за національністю.

## Біографія

### На службі імперії
Навчався у Тифліському кадетському корпусі (м. Тифлісі, Грузія). На службу вступив 15.08.1886. Закінчив Єлисаветградське кавалерійське юнкерське училище (Єлисаветград). Призначений до 43-го драгунського Тверського полку.
- Корнет (27.3.1893)
- Поручник (27.3.1897)
- Штабс-ротмістр (27.3.1901) — командир ескадрону.
- Ротмістр (27.3.1905)

1 січня 1909 служив в 16-му драгунському Тверському полку.
- Підполковник (26.2.1912).

На 15.5.1913 в 17-му драгунському Нижньоновгородському полку. Учасник Першої світової війни.
- Полковник (ст. 14.5.1915).
- Командир 2-го лейб-гусарського Павлоградського полку (з 28.8.1917).

### Подальша доля
За новітніми даними був в еміграції у Франції.
В книзі Г. Ф. Танутрова (Жук) «От Тифлиса до Парижа» (Париж, 1976) автор, в минулому офіцер Тверського Драгунського полку, повідомляв про свій візит у Париж до помираючого полковника З. Г. Натієва. Він пише: «Со мной Зураб Георгиевич говорил о том, что при императоре Павле І полк был временно расформирован и потерял свое старшинство — напиши в Парагвай генералу Эрну, он составляет историю полка и может дать тебе подробности». Полковник Натієв Зураб Георгийович був Головою Союзу офіцерів Нижньогородського драгунського полку в Парижі. Помер в Парижі.